# Бжесьниця
Бжесьниця (пол. Brześnica, нім. Birkenhof) — село в Польщі, у гміні Дольськ Сьремського повіту Великопольського воєводства.
Населення — 96 осіб (2011).
У 1975-1998 роках село належало до Познанського воєводства.

## Демографія
Демографічна структура станом на 31 березня 2011 року:
|          | Загалом | Допрацездатний вік | Працездатний вік | Постпрацездатний вік |
| -------- | ------- | ------------------ | ---------------- | -------------------- |
| Чоловіки | 50      | 11                 | 33               | 6                    |
| Жінки    | 46      | 10                 | 28               | 8                    |
| Разом    | 96      | 21                 | 61               | 14                   |